# Gomphostemma microcalyx
Gomphostemma microcalyx là một loài thực vật có hoa trong họ Hoa môi. Loài này được Prain mô tả khoa học đầu tiên năm 1891.